# Leon Botha
Leon Botha (Città del Capo, 4 giugno 1985 – Città del Capo, 5 giugno 2011) è stato un pittore, produttore discografico e disc jockey sudafricano, nonché uno dei più longevi portatori di progeria al mondo.

## Biografia
Nacque a Città del Capo, capitale del Sudafrica il 4 giugno 1985. All'età di soli 4 anni gli venne diagnostica la progeria, una rara malattia genetica che colpisce un individuo su circa otto milioni. Non ebbe alcuna formazione in arte al di là dei corsi di scuola superiore, tuttavia divenne un pittore a tempo pieno dopo il diploma, facendo lavori su commissione. Nel 2005 fu sottoposto ad un bypass aorto-coronarico per prevenire i danni dell'arterosclerosi, una delle complicazioni più gravi della progeria e spesso causa di decesso prematuro.
Nel gennaio del 2007, Botha ebbe la sua prima mostra d'arte personale dal titolo "Liquid Sword; I am HipHop", tema principale la cultura hip hop, presentata come uno stile di vita.  La mostra si svolse presso il Rust-en-Vrede Gallery a Durbanville e fu aperta da Ashley Titus, in arte Mr Fat, membro del gruppo hip hop sudafricano Brasse Vannie Kaap. La sua seconda mostra personale dal titolo "Liquid Swords, Slices of Lemon" fu nel marzo 2009 e conteneva pezzi di vita dell'artista. A Botha fu chiesto se il titolo della mostra fosse ispirato al detto "If life gives you lemons, make lemonade" (Se la vita ti dà i limoni, fai la limonata), Botha rispose di no, aggiungendo: "Lemons? I slice 'em and serve 'em back" ("Limoni? Li affetto e li rispedisco indietro").
Nel gennaio 2010 ebbe luogo la prima mostra di "Who Am I? ... Transgressions", una collaborazione fotografica con Gordon Clark, presso la João Ferreira Gallery nella Città del Capo. Nel contesto della mostra Botha dichiarò: "Prima di tutto sono un essere spirituale, così come voi. Secondariamente sono un essere umano, e questa parte dell'essere umano è il corpo, che ha una condizione", alludendo probabilmente alla sua malattia e facendo intendere come la condizione corporea sia solo secondaria alla condizione dello spirito che si traduce nell'arte.
Botha intraprese inoltre la carriera di Disc jockey e turntabler sotto lo pseudonimo di DJ Solarize. Nel 2009 fece la comparsa nel video musicale "Enter the Ninja" dei Die Antwoord. Nel novembre 2010 Botha fu colpito da un ictus; morì nel giugno dell'anno successivo per le complicazioni della progeria a Città del Capo, un giorno dopo il suo ventiseiesimo compleanno.